# Tennis Borussia Berlin 1997-1998
Questa voce raccoglie le informazioni riguardanti il Tennis Borussia Berlin nelle competizioni ufficiali della stagione 1997-1998.

## Stagione
Nella stagione 1997-1998 il Tennis Borussia Berlino, allenato da Hermann Gerland, concluse il campionato di Regionalliga nordest al 1º posto e perse gli spareggi promozione con l'Hannover 96. Vinse lo scudetto dilettanti.

## Rosa
| N. |                                 | Ruolo | Calciatore         |
| -- | ------------------------------- | ----- | ------------------ |
| 1  | Serbia (bandiera)               | P     | Goran Ćurko        |
| 2  | Germania (bandiera)             | D     | Marko Tredup       |
| 4  | Tunisia (bandiera)              | D     | Fahed Dermech      |
| 5  | Germania (bandiera)             | D     | Jens Melzig        |
| 6  | Germania (bandiera)             | D     | Olaf Kapagiannidis |
| 7  | Albania (bandiera)              | A     | Harun Isa          |
| 8  | Bosnia ed Erzegovina (bandiera) | C     | Bruno Akrapović    |
| 9  | Croazia (bandiera)              | A     | Kreso Kovacec      |
| 10 | Spagna (bandiera)               | C     | Francisco Copado   |
| 11 | Turchia (bandiera)              | C     | Celaleddin Kocak   |
| 12 | Germania (bandiera)             | C     | Faruk Namdar       |
| 13 | Montenegro (bandiera)           | D     | Dejan Raičković    |
| 14 | Croazia (bandiera)              | A     | Ilija Aračić       |
| 17 | Turchia (bandiera)              | C     | Müslim Can         |

| N. |                                 | Ruolo | Calciatore         |
| -- | ------------------------------- | ----- | ------------------ |
| 20 | Polonia (bandiera)              | C     | Zbigniew Szewczyk  |
| 21 | Germania (bandiera)             | C     | Dirk Rehbein       |
| 23 | Germania (bandiera)             | A     | Mike Lünsmann      |
| 35 | Serbia (bandiera)               | C     | Dusko Adamović     |
|    | Germania (bandiera)             | P     | Nico Thomaschewski |
|    | Germania (bandiera)             | D     | Stefan Malchow     |
|    | Germania (bandiera)             | C     | Guido Block        |
|    | Bosnia ed Erzegovina (bandiera) | C     | Junuz Coralic      |
|    | Polonia (bandiera)              | C     | Jacek Frąckiewicz  |
|    | Macedonia del Nord (bandiera)   | C     | Zoran Sterjovski   |
|    | Germania (bandiera)             | A     | Thomas Adler       |
|    | Macedonia del Nord (bandiera)   | A     | Goran Markov       |
|    | Macedonia del Nord (bandiera)   | A     | Igor Momirovski    |

## Organigramma societario
Area tecnica
- Allenatore: Hermann Gerland
- Allenatore in seconda:
- Preparatore dei portieri:
- Preparatori atletici:
- Analisi video:

## Calciomercato

### Sessione estiva
| Acquisti | Acquisti          | Acquisti        | Acquisti |
| R.       | Nome              | da              | Modalità |
| -------- | ----------------- | --------------- | -------- |
| A        | Kreso Kovacec     | Hannover 96     |          |
| C        | Bruno Akrapović   | Magonza         |          |
| A        | Ilija Aračić      | Chemnitz        |          |
| C        | Francisco Copado  | Maiorca         |          |
| P        | Goran Ćurko       | Norimberga      |          |
| D        | Fahed Dermech     | Hannover 96     |          |
| D        | Jens Melzig       | Energie Cottbus |          |
| D        | Dejan Raičković   | Carl Zeiss Jena |          |
| C        | Dirk Rehbein      | Hansa Rostock   |          |
| C        | Zbigniew Szewczyk | Meppen          |          |

| Cessioni | Cessioni        | Cessioni         | Cessioni |
| R.       | Nome            | a                | Modalità |
| -------- | --------------- | ---------------- | -------- |
| D        | Taşkın Aksoy    | Kocaelispor      |          |
| C        | Fahrettin Durak | Prishtina        |          |
| C        | Tim Gutberlet   | Bayern Monaco II |          |
| C        | Dirk Hannemann  | Grün-Weiß Wolfen |          |
| D        | Jörn Lenz       | Energie Cottbus  |          |
| C        | Ersan Parlatan  | Ankaraspor       |          |
| P        | Marco Sejna     | Sachsen Lipsia   |          |

### Sessione invernale
| Acquisti | Acquisti      | Acquisti       | Acquisti |
| R.       | Nome          | da             | Modalità |
| -------- | ------------- | -------------- | -------- |
| A        | Mike Lünsmann | Sachsen Lipsia |          |

| Cessioni | Cessioni | Cessioni | Cessioni |
| R.       | Nome     | a        | Modalità |
| -------- | -------- | -------- | -------- |

## Risultati

### Regionalliga

#### Girone di andata
| Arbitro: | Haack |

|  |           |                                    |
|  | Marcatori | 45’ Raičković 88’ (rig.) Akrapović |

| Berlino 1º agosto 1997, ore 20:00 CEST 2ª giornata | TeBe Berlino | 0 – 0 referto | Dinamo Dresda | Mommsenstadion (1 937 spett.)\| Arbitro: \| Reck \| |
| Arbitro:                                           | Reck         |               |               |                                                     |

| Arbitro: | Heynemann |

|  |           |                |
|  | Marcatori | 8’, 74’ Aračić |

| Arbitro: | Keßler |

|             |           |              |
| Dermech 41’ | Marcatori | 55’ Lieberam |

| Arbitro: | Koop |

|             |           |                    |
| Persich 36’ | Marcatori | 23’ Isa 83’ Melzig |

| Arbitro: | Kruse |

|            |           |  |
| Markov 27’ | Marcatori |  |

| Arbitro: | Bley |

|  |           |                                                 |
|  | Marcatori | 11’ Dermech 19’ (aut.) Große 26’ Isa 54’ Aračić |

| Arbitro: | Müller |

|                                              |           |  |
| Akrapović 11’ (rig.) Isa 13’ Aračić 65’, 81’ | Marcatori |  |

| Arbitro: | Kruse |

|  |           |                      |
|  | Marcatori | 28’ Block 88’ Aračić |

| Arbitro: | Sturm |

|  |           |                      |
|  | Marcatori | 46’ Copado 57’ Adler |

| Arbitro: | Schößler |

|                                       |           |  |
| Copado 19’, 69’ Dermech 67’ Adler 71’ | Marcatori |  |

| Arbitro: | Keßler |

|  |           |            |
|  | Marcatori | 75’ Aračić |

| Arbitro: | Voigt |

|                                                     |           |  |
| Copado 17’ Melzig 26’, 31’ Raičković 52’ Tredup 57’ | Marcatori |  |

| Arbitro: | Junghof |

|            |           |                             |
| Ludwig 77’ | Marcatori | 12’, 63’ Kovacec 29’ Copado |

| Arbitro: | Kiefer |

|                       |           |  |
| Kovacec 25’, 49’, 74’ | Marcatori |  |

| Arbitro: | Wendorf |

|  |           |                            |
|  | Marcatori | 3’ Namdar 39’, 87’ Kovacec |

| Arbitro: | Schößler |

|                                  |           |  |
| Namdar 42’ Copado 65’ Melzig 90’ | Marcatori |  |

#### Girone di ritorno
| Arbitro: | Ströhl |

|                                                           |           |  |
| Namdar 6’ Aračić 32’ Copado 50’, 54’ Podvorica 89’ (aut.) | Marcatori |  |

| Arbitro: | Weise |

|  |           |                                             |
|  | Marcatori | 8’ Aračić 16’ Lünsmann 51’ (aut.) Bernhardt |

| Berlino 18 marzo 1998, ore 19:00 CET 20ª giornata | TeBe Berlino | 0 – 0 referto | FC Berlino | Mommsenstadion (763 spett.)\| Arbitro: \| Fröhlich \| |
| Arbitro:                                          | Fröhlich     |               |            |                                                       |

| Arbitro: | Müller |

|  |           |                        |
|  | Marcatori | 9’ Lünsmann 12’ Aračić |

| Arbitro: | Schößling |

|                    |           |  |
| Aračić 73’ Isa 90’ | Marcatori |  |

| Lipsia 21 febbraio 1998, ore 14:00 CET 23ª giornata | Sachsen Lipsia | 0 – 0 referto | TeBe Berlino | Alfred-Kunze-Sportpark (3 456 spett.)\| Arbitro: \| Fleske \| |
| Arbitro:                                            | Fleske         |               |              |                                                               |

| Arbitro: | Robel |

|                                          |           |            |
| Namdar 14’, 28’ Aračić 48’ Akrapović 87’ | Marcatori | 39’ Sugzda |

| Arbitro: | Pleßke |

|        |           |                                  |
| Lau 8’ | Marcatori | 7’ Kovacec 78’ Tredup 89’ Aračić |

| Arbitro: | Scheibel |

|                                  |           |  |
| Isa 32’ Kovacec 47’ Lünsmann 87’ | Marcatori |  |

| Arbitro: | Sturm |

|             |           |  |
| Dermech 59’ | Marcatori |  |

| Arbitro: | Kiefer |

|  |           |             |
|  | Marcatori | 69’ Kovacec |

| Arbitro: | Voigt |

|                            |           |  |
| Copado 44’, 46’ Namdar 71’ | Marcatori |  |

| Arbitro: | Reck |

|               |           |                                   |
| Wiedemann 89’ | Marcatori | 47’ Dermech 77’ Namdar 90’ Copado |

| Arbitro: | Müller |

|                                 |           |  |
| Melzig 28’ Aračić 32’, 64’, 70’ | Marcatori |  |

| Arbitro: | Fleske |

|             |           |                                           |
| Schmidt 77’ | Marcatori | 22’ Kovacec 35’ Namdar 86’ Isa 88’ Copado |

| Arbitro: | Zschoke |

|                                                                |           |  |
| Namdar 3’, 27’ Raičković 62’ Dermech 63’ Kovacec 75’ Adler 82’ | Marcatori |  |

| Aue-Bad Schlema 9 maggio 1998, ore 14:00 CEST 34ª giornata | Erzgebirge Aue | 0 – 0 referto | TeBe Berlino | Erzgebirgsstadion (2 400 spett.)\| Arbitro: \| Pleßke \| |
| Arbitro:                                                   | Pleßke         |               |              |                                                          |

### Spareggio promozione intergirone
| Arbitro: | Buchhart |

|                       |           |  |
| Copado 40’ Melzig 78’ | Marcatori |  |

| Arbitro: | Aust |

|                            |                      |                                |
| Asamoah 7’ Milovanović 84’ | Marcatori            |                                |
| Ernst Linke Kreuz          | Tiri di rigore 3 – 1 | Raičković Akrapović Isa Copado |

### Scudetto dilettanti
| 24 maggio 1998 1ª giornata |  | – turno di riposo |  |  |

| Arbitro: | Fandel |

|           |           |                       |
| Maier 38’ | Marcatori | 17’ Copado 21’ Namdar |

| Arbitro: | Zerr |

|                             |           |  |
| Ćurko 62’ (rig.) Namdar 65’ | Marcatori |  |

## Statistiche

### Statistiche di squadra
| Competizione         | Punti | In casa | In casa | In casa | In casa | In casa | In casa | In trasferta | In trasferta | In trasferta | In trasferta | In trasferta | In trasferta | Totale | Totale | Totale | Totale | Totale | Totale | DR  |
| Competizione         | Punti | G       | V       | N       | P       | Gf      | Gs      | G            | V            | N            | P            | Gf           | Gs           | G      | V      | N      | P      | Gf     | Gs     | DR  |
| -------------------- | ----- | ------- | ------- | ------- | ------- | ------- | ------- | ------------ | ------------ | ------------ | ------------ | ------------ | ------------ | ------ | ------ | ------ | ------ | ------ | ------ | --- |
| Regionalliga nordest | 92    | 17      | 14      | 3       | 0       | 49      | 2       | 17           | 15           | 2            | 0            | 37           | 5            | 34     | 29     | 5      | 0      | 86     | 7      | +79 |
| Spareggio e scudetto | -     | 2       | 2       | 0       | 0       | 4       | 0       | 2            | 1            | 1            | 0            | 2            | 3            | 4      | 3      | 1      | 0      | 6      | 3      | +3  |
| Totale               | 92    | 19      | 16      | 3       | 0       | 53      | 2       | 19           | 16           | 3            | 0            | 39           | 8            | 38     | 32     | 6      | 0      | 92     | 10     | +82 |

### Andamento in campionato
| Giornata  | 1 | 2 | 3 | 4 | 5 | 6 | 7 | 8 | 9 | 10 | 11 | 12 | 13 | 14 | 15 | 16 | 17 | 18 | 19 | 20 | 21 | 22 | 23 | 24 | 25 | 26 | 27 | 28 | 29 | 30 | 31 | 32 | 33 | 34 |
| --------- | - | - | - | - | - | - | - | - | - | -- | -- | -- | -- | -- | -- | -- | -- | -- | -- | -- | -- | -- | -- | -- | -- | -- | -- | -- | -- | -- | -- | -- | -- | -- |
| Luogo     | T | C | T | C | T | C | T | C | T | T  | C  | T  | C  | T  | C  | T  | C  | C  | T  | C  | T  | C  | T  | C  | T  | C  | C  | T  | C  | T  | C  | T  | C  | T  |
| Risultato | V | N | V | N | V | V | V | V | V | V  | V  | V  | V  | V  | V  | V  | V  | V  | V  | N  | V  | V  | N  | V  | V  | V  | V  | V  | V  | V  | V  | V  | V  | N  |
| Posizione | 3 | 4 | 3 | 6 | 4 | 2 | 1 | 1 | 1 | 1  | 1  | 1  | 1  | 1  | 1  | 1  | 1  | 1  | 1  | 1  | 1  | 1  | 1  | 1  | 1  | 1  | 1  | 1  | 1  | 1  | 1  | 1  | 1  | 1  |

Legenda:

Luogo: C = Casa; T = Trasferta. Risultato: V = Vittoria; N = Pareggio; P = Sconfitta.

### Statistiche dei giocatori
| Giocatore        | Spareggio e scudetto | Spareggio e scudetto | Spareggio e scudetto | Spareggio e scudetto | Regionalliga | Regionalliga | Regionalliga | Regionalliga | Totale   | Totale | Totale      | Totale     |
| Giocatore        | Presenze             | Reti                 | Ammonizioni          | Espulsioni           | Presenze     | Reti         | Ammonizioni  | Espulsioni   | Presenze | Reti   | Ammonizioni | Espulsioni |
| ---------------- | -------------------- | -------------------- | -------------------- | -------------------- | ------------ | ------------ | ------------ | ------------ | -------- | ------ | ----------- | ---------- |
| D. Adamović      | 0                    | 0                    | 0                    | 0                    | 0            | 0            | 0            | 0            | 0        | 0      | 0           | 0          |
| T. Adler         | 4                    | 0                    | 1                    | 0                    | 25           | 3            | 0            | 0            | 29       | 3      | 1           | 0          |
| B. Akrapović     | 4                    | 0                    | 0                    | 0                    | 34           | 3            | 7            | 0            | 38       | 3      | 7           | 0          |
| I. Aračić        | 4                    | 0                    | 1                    | 0                    | 32           | 16           | 2            | 0            | 36       | 16     | 3           | 0          |
| G. Block         | 0                    | 0                    | 0                    | 0                    | 19           | 1            | 1            | 0            | 19       | 1      | 1           | 0          |
| M. Can           | 4                    | 0                    | 0                    | 0                    | 18           | 0            | 1            | 1            | 22       | 0      | 1           | 1          |
| F. Copado        | 4                    | 2                    | 2                    | 0                    | 27           | 12           | 5            | 1            | 31       | 14     | 7           | 1          |
| J. Coralic       | 0                    | 0                    | 0                    | 0                    | 1            | 0            | 0            | 0            | 1        | 0      | 0           | 0          |
| F. Dermech       | 4                    | 0                    | 3                    | 0                    | 32           | 6            | 4            | 0            | 36       | 6      | 7           | 0          |
| J. Frąckiewicz   | 0                    | 0                    | 0                    | 0                    | 5            | 0            | 0            | 0            | 5        | 0      | 0           | 0          |
| H. Isa           | 2                    | 0                    | 0                    | 0                    | 28           | 6            | 4            | 0            | 30       | 6      | 4           | 0          |
| O. Kapagiannidis | 3                    | 0                    | 1                    | 0                    | 13           | 0            | 0            | 0            | 16       | 0      | 1           | 0          |
| C. Kocak         | 4                    | 0                    | 1                    | 0                    | 33           | 0            | 3            | 0            | 37       | 0      | 4           | 0          |
| K. Kovacec       | 3                    | 0                    | 0                    | 0                    | 18           | 12           | 5            | 0            | 21       | 12     | 5           | 0          |
| M. Lünsmann      | 1                    | 0                    | 1                    | 0                    | 12           | 3            | 0            | 0            | 13       | 3      | 1           | 0          |
| S. Malchow       | 0                    | 0                    | 0                    | 0                    | 1            | 0            | 0            | 0            | 1        | 0      | 0           | 0          |
| G. Markov        | 0                    | 0                    | 0                    | 0                    | 12           | 1            | 0            | 0            | 12       | 1      | 0           | 0          |
| J. Melzig        | 4                    | 1                    | 1                    | 0                    | 24           | 5            | 5            | 1            | 28       | 6      | 6           | 1          |
| I. Momirovski    | 0                    | 0                    | 0                    | 0                    | 0            | 0            | 0            | 0            | 0        | 0      | 0           | 0          |
| F. Namdar        | 4                    | 2                    | 3                    | 0                    | 25           | 10           | 5            | 0            | 29       | 12     | 8           | 0          |
| D. Raičković     | 4                    | 0                    | 1                    | 1                    | 29           | 3            | 4            | 1            | 33       | 3      | 5           | 2          |
| D. Rehbein       | 0                    | 0                    | 0                    | 0                    | 5            | 0            | 0            | 0            | 5        | 0      | 0           | 0          |
| Z. Sterjovski    | 0                    | 0                    | 0                    | 0                    | 0            | 0            | 0            | 0            | 0        | 0      | 0           | 0          |
| Z. Szewczyk      | 2                    | 0                    | 0                    | 0                    | 13           | 0            | 2            | 0            | 15       | 0      | 2           | 0          |
| N. Thomaschewski | 0                    | 0                    | 0                    | 0                    | 0            | 0            | 0            | 0            | 0        | 0      | 0           | 0          |
| M. Tredup        | 0                    | 0                    | 0                    | 0                    | 27           | 2            | 7            | 0            | 27       | 2      | 7           | 0          |
| G. Ćurko         | 4                    | 1                    | 2                    | 0                    | 34           | 0            | 3            | 0            | 38       | 1      | 5           | 0          |